# Nuage articulé
Le nuage articulé (übersetzt „Die gegliederte Wolke“) ist ein surrealistisches Objekt in Form einer Assemblage von Wolfgang Paalen aus dem Jahr 1937. Das Objekt, ein mit Naturschwämmen besetzter Regenschirm, zählt zu den sinnfälligsten Objekten in der legendären Exposition Internationale du Surréalisme, die 1938 in Paris in der Galerie Wildenstein stattfand. Es wurde auch in den zahlreichen Folgeausstellungen in Amsterdam (1938), Cambridge (1938) und Mexiko-Stadt (1940) ausgestellt. Zahlreiche Fotografen haben das Objekt festgehalten, so Man Ray, Kurt Husnik, Josef Breitenbach und Denise Bellon.

## Beschreibung
Die erste Version des Objekts von 1937 besteht aus einem handelsüblichen schwarzen Regenschirm mit 8 Segmenten als Träger und flachgeschnittenen, trockenen Naturschwämmen, die auf die Textilflächen, das Spannwerk, den Griff und Stiel des Schirms aufgeklebt sind. Die Maße sind ca. 66 × 94 cm.

## Entstehungsgeschichte
Die Ur-Definition der surrealistischen Objektkunst stammt von dem französischen Dichter Comte de Lautréamont, der in seiner Schrift Die Gesänge des Maldoror die Schönheit des Jünglings Mervyn mittels antipodischer Metaphern beschreibt: „Er ist schön wie die Einziehbarkeit der Fänge von Raubvögeln; oder auch wie die Unsicherheit der Muskelbewegungen in den Wunden der Weichteile in der Gegend des hinteren Nackens; oder noch eher wie diese dauernd wirksame Rattenfalle, die immer vom gefangenen Tier neu gespannt wird, also selbsttätig unendlich Nager aufnehmen kann und sogar unter Stroh verborgen funktioniert; und vor allem wie das zufällige Zusammentreffen einer Nähmaschine und eines Regenschirms auf einem Seziertisch!“ (6. Gesang, 3. Strophe) Gallimard bereitete 1937 die Herausgabe der Gesammelten Schriften Lautréamonts in einer illustrierten Luxusausgabe vor, zu der Breton neben anderen Künstlern auch Paalen einlud, eine Illustrationen beizusteuern. Der Regenschirm kehrt in der Metaphorik des Surrealismus immer wieder: Nach einem Regentag im Jahre 1930 geriet er über lange Jahre ein kongeniales Symbol maskulin-surrealistischen Furors – André Breton hatte damals vor einem Kinobesuch einem kleineren Passanten den Schirm aus der Hand gerissen, weil dieser dem großen Breton beim Vorbeigehen beinahe damit in die Augen gestochen hatte. Der Schriftsteller zerbrach den Schirm kurzerhand über seinem Knie, was die Freunde Desnos, Prévèrt, Tanguy, Péret und Duhamel dazu animierte, bei anderen Passanten Gleiches zu tun. Der Kinobesuch fiel durch den sich anschließenden Tumult sprichwörtlich ins Wasser, aber die Gruppeneuphorie erzeugte jene emotionale Befriedigung, die Breton eine Herzensangelegenheit war und blieb.

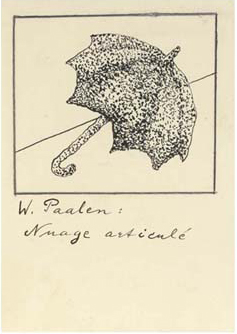
Zeichnung des Objekts Nuage articulé, 1937 geschaffen von Wolfgang Paalen

Im Herbst 1937 begann Breton „bei einigen Freundschaftsessen, nach oder vor Versammlungen und mit beschränkter Teilnehmerzahl“ Meinungen und Vorschläge zu der geplanten Exposition Internationale du Surréalisme zu sammeln und auszuwerten, sowie den Katalog vorzubereiten. Obwohl ihm seine Schwägerin Geo Dupin bei der Arbeit half, wurde Paalen mit Nuage articulé vor Drucklegung des Katalogs Dictionaire abrégé du surréalisme nicht fertig; dass Breton das Schirmprojekt jedoch für wesentlich erachtete, belegt die Zeichnung, die er ihn davon anfertigen und im Dictionnaire abdrucken ließ. Ob Paalen den halb fertigen Schirm zu einer der diskreten Privatversammlungen im kleineren Kreis abseits des Cafés mitbrachte oder nur davon erzählte, wissen wir nicht. Schon die Möglichkeit allein, Paalen würde die Wirklichkeit des Regenschirms dialektisch erotisieren, wird jedoch sicher für Aufregung gesorgt haben, und als deutlich wurde, dass hier eine männlich-weibliche Vereinigung vollzogen werden würde, standen alle Augen auf Empfang. Der Schirm als Utensil verkörperte über den Phallus hinaus eine maskulin geordnete, bürgerlich auf alle Fährnisse der Natur gewappnete Existenz und war plötzlich wieder in aller Munde. Paalens Vorschlag einer materiellen Verweiblichung wurde dabei zunächst fast übersehen – die Schwammbedeckung zog Feuchtigkeit in sich ein, hatte nackte Frauenhaut reinigend berührt und war doch dabei Natur geblieben, und die gewölbte Öffnung des Schwammschirms wurde unversehens zum Blütenkelch mit dem Stängel als befruchtendem Staubblatt. Der Schirm als mit Händen zu greifender Koitus wurde allerdings im surrealistischen Kontext in erster Linie als Bedrohung durch schlechte Wetterverhältnisse empfunden. Marcel Duchamps Intimus Henri-Pierre Roché berichtet, dass Duchamp sogleich von Breton „gebeten wurde, für den großen Hauptraum der Ausstellung eine Decke zu machen“, und die spontane Idee hatte, „hunderte von aufgespannten Regenschirmen mit ihren Spitzen nach unten gekehrt“ aufzuhängen. Erst im letzten Moment, als klar wurde, dass es unmöglich sein würde, kurzfristig so viele gebrauchte Schirme zu finden, lieh Duchamp von einem Kohlenhändler aus La Villette einen offenen Kohlenofen und eine ganze Wagenladung gebrauchter Säcke, aus denen der Kohlenstaub rieselte und die er mit Zeitungspapier gefüllt über den Kohlenofen anstelle der Schirme an die Decke hing. In beiden Versionen Duchamps stand die obskure Bedrohlichkeit im Vordergrund – nicht auszudenken, was mit einer Regenschirm-Decke im Falle prasselnden Regens passiert wäre –, das Spiel mit den erotischen Bedeutungsebenen wurde dagegen sehr zurückgenommen oder fehlte ganz.
Wie vor allem seine späteren Schriften belegen, dachte Paalen jedoch mit Nuage articulé über die surrealistischen Projektionen erotischer Inhalte hinaus auf eine tiefere Verschränkung scheinbar dissonanter Bedeutungsebenen. Die visuellen Verbindungselemente der auseinanderfallenden Wirklichkeiten sind für ihn die gefühlsmäßigen Ähnlichkeiten und tiefen Entsprechungen, die er zum Thema macht. Anders als im klassischen surrealistischen Objekt, in dem die Unvereinbarkeit und das bewusst sinnlose Auseinanderfallen von Bedeutungen als Vexierspiel zelebriert wird, versucht Paalen verdeckte Zusammenhänge im scheinbar Entgegengesetzten zum Leben zu bringen.

„(...) In der ältesten Sprache wie im Ursprung allen Denkens gibt es keine Gegenüberstellung von Gegensätzen, sondern (durch die Abwesenheit eines abstrakten Konzepts ausschließlicher Bedeutung) nur ein Konzept von Entsprechungen; das heißt ein Konzept, das aus der Unfähigkeit resultiert einen Begriff ohne seine Entsprechung zu formulieren, eine Entsprechung, die sich später zu einem Gegensatz entwickelte. (...) Tatsächlich kann durch den Begriff seiner Existenz kein wirkliches Ding als gegensätzlich zu anderen aufgefaßt werden; wenn nicht, was wäre dann zum Beispiel das Gegenteil eines Apfels?“

## Rezeption
Dass Paalen von Anfang an auch die auf Bedrohlichkeit abgestellte Ebene der Ausstellung mitgedacht hatte, ist – über einen Umweg – zumindest denkbar. Im darauffolgenden Jahr illustrierte Nuage articulé eine provokativ-satirische Stellungnahme zu der im September 1938 von Hitler einberufenen Münchner Konferenz im London Bulletin (Nr. 10, Februar 1939) mit der Unterschrift: »Ein Schwamm-Regenschirm an einen anderen Schirm erinnernd, der es zu trauriger Berühmtheit gebracht hat.« Der aufgerollte Schirm des britischen Premierministers Neville Chamberlain, den dieser während der demonstrativ einvernehmlichen Presseauftritte mit Hitler trotz strahlendem Sonnenschein ständig mit sich führte, war vor allem in der englischen Öffentlichkeit zu einer Art Symbol des erfolglosen Appeasements stilisiert worden. Die Londoner Zeitung The Tatler subsumierte 1939 in der Rezension von Paalens Solo-Ausstellung in Peggy Guggenheims Londoner Galerie Guggenheim-Jeune ähnliche Referenzen, gebrochen freilich im schwarzen Humor der Objekte: "Nuage articulé wird Ihnen kaum einen Schwamm-Regenschirm andeuten. Aber genau ein solcher ist es, und eine schöne Handhabe für scherzhafte Freunde, seitdem sich ein gewisser Regenschirm in der Außenpolitik bedrohlich wichtig nahm – unsere uneinnehmbare erste Verteidigungslinie."

## Versionen und Präsentation
Die erotischen Konnotationen von Nuage articulé verhalfen dem Werk schnell zu hoher Anerkennung unter den Surrealisten und ihrem wachsenden Publikum. Geo Dupin, Paalens Schwägerin, Händlerin und Assistentin bei der Gestaltung der Objekte, erinnert sich, dass Alfred Barr von Paalens Objekt hingerissen war und es nur nicht für das Museum of Modern Art in New York ankaufte, weil es für den Transport zu fragil und groß war. 1938 wurde das Objekt meist an der Decke hängend präsentiert, 1940 entschied sich Paalen für eine musealere Präsentation auf einem Sockel.
Von dem Werk sind zwei originale Versionen erhalten geblieben, die erste (1937) auf einem Schirm mit 8 Segmenten, die zweite (1939/40) auf einem Schirm mit 10 Segmenten aufbauend: Le nuage articulé I (1937) wurde von Geo Dupin aufbewahrt und in den 1970er Jahren von dem schwedischen Kunsthistoriker Pontus Hultén für das Moderna Museet, Stockholm, angekauft, wo es heute noch zu sehen ist. Le nuage articulé II (1939/40) wurde von Paalen im Herbst 1939 nach seiner Ankunft in Mexiko für die Internationale Surrealismusausstellung in Mexiko-Stadt (Eröffnung im Januar 1940) neu ausgeführt, da kriegsbedingt keine Objekte aus Paris verschifft werden konnten. Es wurde von Ines Amor, der Inhaberin der Galería de Arte Mexicano, die 1940 die Ausstellung ausrichtete, aufbewahrt und später in eine Privatsammlung in San Diego verkauft. 1956 wurde das Objekt nach einem Schaden von Paalen selbst restauriert. Es befindet sich heute als Dauerleihgabe in der Österreichischen Galerie im Belvedere in Wien. Es wurde in jüngster Zeit mehrmals ausgestellt, so 2011 in der Schirn Kunsthalle, Frankfurt (Ausstellung Surreale Dinge), 2012 im Mjellby Konstmuseum, Halmstad (Ausstellung Surrealistiska ting), 2013 im Centre Pompidou, Paris (Ausstellung Le surréalisme et l´objet) und 2018 in der Nationalgalerie Berlin, Hamburger Bahnhof – Museum für Gegenwart (Ausstellung Hello World - Revision einer Sammlung). 
Da beide originalen Objekte aus konservatorischen Gründen nicht mehr ausgeliehen werden können, gab die Rechteinhaberin, die Wolfgang Paalen Gesellschaft e.V., 2023 den Auftrag für eine Replik der ersten Version von 1937 in einer Auflage von drei Exemplaren, die für den Leihverkehr für Museen und Ausstellungen zur Verfügung stehen.